# Проспект Незалежності (Біла Церква)
Проспект Незалежності — один з проспектів у місті Біла Церква, який був утворений у 2022 р. шляхом поділу вулиці Леваневського на три частини. 

## Галерея

Пам'ятний знак «Чорнобильський дзвін»
Пам'ятний знак на честь закладення дитячого Айкідо-центру
Палац культури «Росава»
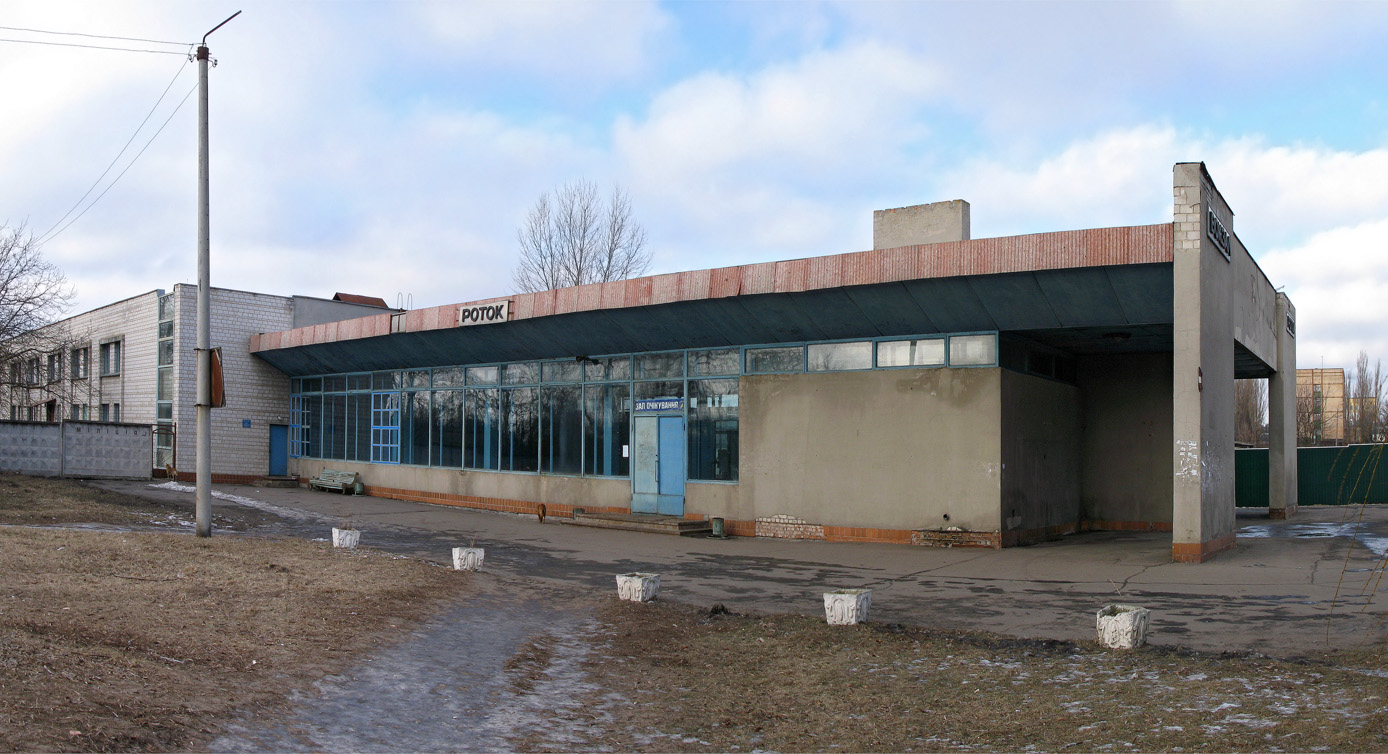
Залізнична станція «Роток»

1. ↑  Вулиці. Біла Церква. postindex.pp.ua. Архів оригіналу за 16 лютого 2018. Процитовано 1 березня 2018.